# Soledad Mountain
Der Soledad Mountain oder Mount Soledad (251 m) ist ein Berg im Stadtgebiet von San Diego.
Der 251 Meter hohe Berg liegt zwischen der Interstate 5 im Osten und dem Pazifik im Westen, größtenteils auf dem Gebiet von La Jolla.
Mehrere Radiosender befinden sich am Gipfel z. B. von KFMB-TV, KGTV, CBS und ABC.
Am höchsten Punkt des Soledad Mountain befindet sich seit 1913 ein Gipfelkreuz, das seitdem zweifach neu errichtet wurde.
Im Jahr 1954 wurde es als Soledad Easter Cross bezeichnet, der Namensbestandteil „Easter“ wird seit 1980 nicht mehr verwendet.
Nach gerichtlichen Streitigkeiten ist es seitdem als Denkmal für den Koreakrieg gewidmet. Mount Soledad ist der letzte Wohnort von Dr. Seuss.

## Weblink
- https://www.peakbagger.com/peak.aspx?pid=21350